# Selinum capitellatum
Selinum capitellatum là một loài thực vật có hoa trong họ Hoa tán. Loài này được (A. Gray) Benth. & Hook. f. miêu tả khoa học đầu tiên.